# Ivo van Hove

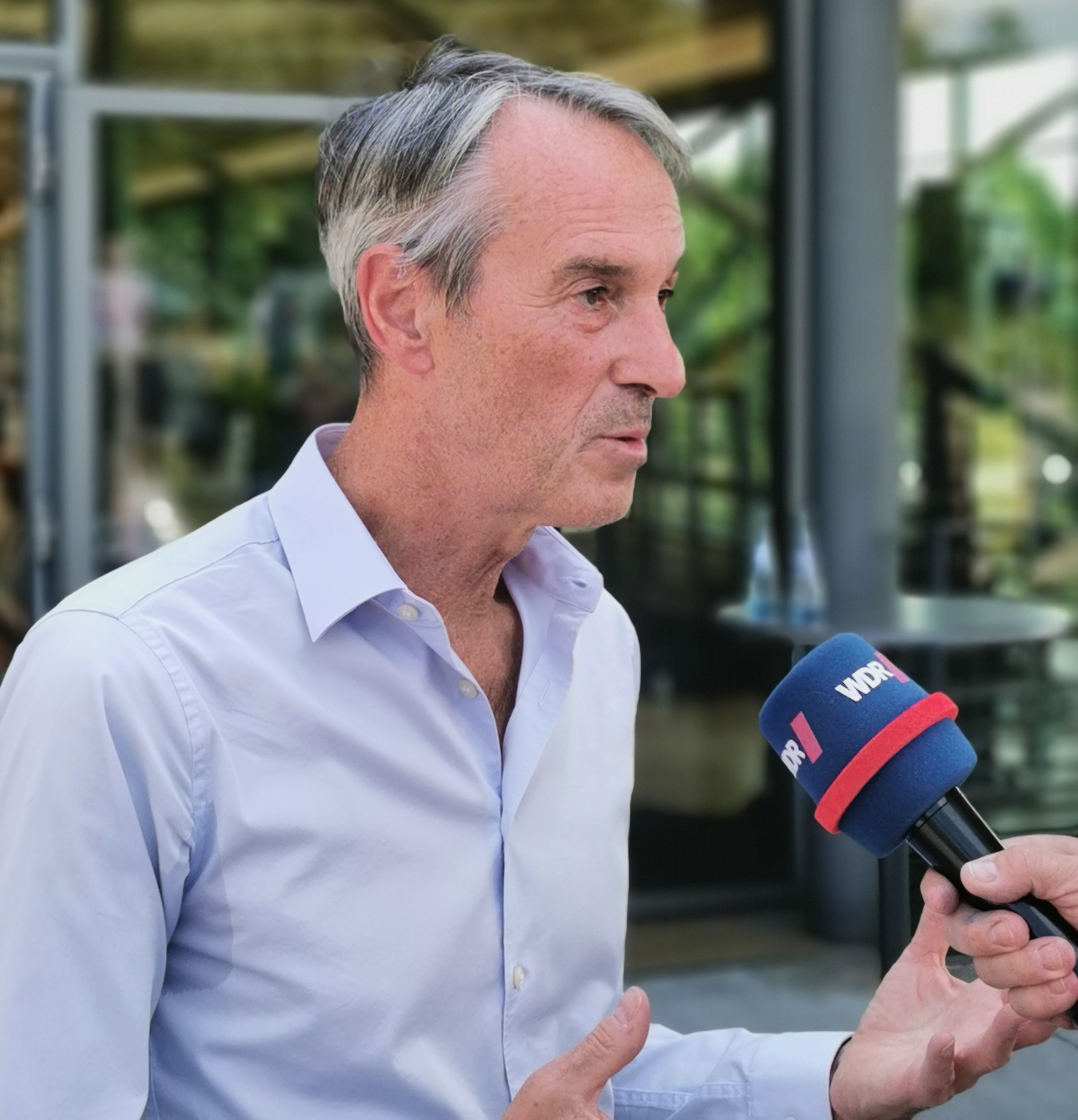
Ivo van Hove (2024)

Ivo van Hove, né le 28 octobre 1958 à Heist-op-den-Berg, est un metteur en scène belge. Il est directeur artistique du Toneelgroep Amsterdam (en).

## Biographie
Après ses débuts en Belgique, il devient directeur de la compagnie du Zuidelijk Toneel, aux Pays-Bas. Ses mises en scène d’India Song de Marguerite Duras et de Caligula d’Albert Camus sont particulièrement remarquées. Ivo van Hove met aussi en scène des œuvres de John Cassavetes, Pier Paolo Pasolini, Jean Genet ou Anton Tchekhov.
Il collabore avec le Théâtre de Hambourg ou le Nederlandse Opera (Lulu d'Alban Berg, L'Affaire Makropoulos de Leoš Janáček).
De 1998 à 2004, il est directeur du Holland Festival et, depuis 2001, il assume la direction du Toneelgroep Amsterdam (en). Il renforce à Amsterdam la pluridisciplinarité, invitant à s'y produire des metteurs en scène et des artistes comme Christoph Marthaler, Krzysztof Warlikowski, Johan Simons et Thomas Ostermeier, Pina Bausch, Peter Sellars.
À l'Opéra flamand, il entame en 2006 une version résolument moderne de la Tétralogie de Richard Wagner, à raison d'un opéra chaque saison.
C'est en 2008 qu'il marque la 62e édition du Festival d'Avignon en présentant Les Tragédies romaines de Shakespeare. Sa mise en scène, d'une puissante modernité, connaît un vif et large succès.
En 2010, il met en scène une version transposée dans un monde contemporain avec une esthétique « trash » du Misanthrope de Molière à la Schaubühne de Berlin intitulée Der Menschenfeind, avec une nouvelle traduction allemande du texte.
En 2014, il dirige la création mondiale de Brokeback Mountain de Charles Wuorinen au Teatro Real. La même année, il présente à Avignon The Fountainhead d'après Ayn Rand dans la Cour du lycée Saint-Joseph qui ne connut pas l'enthousiasme des Tragédies romaines de 2008.
En 2015, il met en scène Juliette Binoche dans Antigone de Sophocle en tournée mondiale, ainsi que Vu du pont d'Arthur Miller au théâtre de l'Odéon à Paris.
Il dirige en novembre et décembre 2015 la comédie musicale Lazarus de David Bowie à New York.
En 2016, il monte avec la Comédie-Française Les Damnés, une adaptation théâtrale du film homonyme de Luchino Visconti présentée lors de l'ouverture du festival d'Avignon dans la Cour d'honneur du Palais des papes.
En 2019, Ivo van Hove réalise avec la chorégraphe Anne Teresa De Keersmaeker une nouvelle mise en scène de la comédie musicale West Side Story recréée à Broadway.
En 2020, il met en scène Isabelle Huppert dans La Ménagerie de verre de Tennessee Williams au théâtre de l'Odéon.
En 2022, il met en scène avec la Comédie-Française Le Tartuffe ou l'Hypocrite, de Molière. Il s'agit de la première version de la pièce, censurée par le Roi. La première du spectacle a lieu le 15 janvier 2022, date de l'anniversaire des 400 ans de Molière.
En 2023, il adapte Ingmar Bergman en créant le spectacle Avant la répétition / Persona au théâtre de la Ville, avec Charles Berling et Emmanuelle Bercot.

## Mises en scène d'opéras
- 1999: Lulu d'Alban Berg (d'après Frank Wedekind), Opéra flamand, Anvers
- 2002: L'Affaire Makropoulos de Leoš Janáček, Opéra national des Pays-Bas, Amsterdam
- 2004: Iolanta de Piotr Ilitch Tchaïkovski, Opéra national des Pays-Bas, Amsterdam
- 2006–2008: Der Ring des Nibelungen de Richard Wagner, Opéra flamand, Anvers
- 2010: Idomeneo, re di Creta de Wolfgang Amadeus Mozart, La Monnaie, Bruxelles
- 2012: Macbeth de Giuseppe Verdi, Opéra national de Lyon
- 2012: Der Schatzgräber de Franz Schreker, Opéra national des Pays-Bas, Amsterdam
- 2013: La clemenza di Tito de Wolfgang Amadeus Mozart, La Monnaie, Bruxelles
- 2013: Mazeppa de Piotr Ilitch Tchaïkovski, Opéra-Comique de Berlin
- 2014: Brokeback Mountain, livret d'Annie Proulx, musique de Charles Wuorinen, Teatro Real, Madrid
- 2017: Salome de Richard Strauss, Opéra national des Pays-Bas, Amsterdam
- 2018: Boris Godounov de Modeste Moussorgski, Opéra national de Paris
- 2019: Don Giovanni de Wolfgang Amadeus Mozart, Opéra national de Paris

## Distinctions
- 2004 :  Chevalier de l'ordre des Arts et des Lettres

Parmi un grand nombre de prix, trois prix récents :  
- 2015 : Olivier Award : Meilleur metteur en scène (Best director).
- 2016 : grand prix de la Critique : Meilleur spectacle de l'année pour Vu du Pont et Meilleur spectacle étranger pour Kings of War[8].
- 2016 : Tony Award du meilleur metteur en scène pour A View from the Bridge.

## Vie privée
Van Hove est ouvertement gay. Il a pour partenaire le scénographe Jan Versweyveld depuis le début des années 1980.

## Accusations
En 2023, l'international d’Amsterdam (ITA) met fin à sa collaboration avec Van Hove à la suite de deux enquêtes externes. Van Hove a été accusé de violences physiques et psychologiques et d'avoir contribué à un climat favorisant le harcèlement sexuel, le harcèlement verbal et les violences physiques.